# Évêché de Dorpat
1224–1558
Entités précédentes :
- Ungannie

Entités suivantes :
- Duché de Livonie

L'évêché de Dorpat est une principauté ecclésiastique située dans le sud-est de l'actuelle Estonie, autour de la ville de Tartu.
Il  est fondé en 1224, lors de la croisade livonienne, et succède au premier diocèse d'Estonie, fondé en 1211 et installé à Leal. Son premier évêque est Hermann von Buxhöwden, le frère d'Albert, le premier archevêque de Riga. En 1558, l'évêché est envahi par les armées d'Ivan IV de Russie et cesse d'exister. En 1561, son territoire est intégré au duché de Livonie, nouvel État vassal du grand-duché de Lituanie.

## Liste des évêques de Dorpat
- 1211-1219 : Dietrich-Theodorich (à Leal)
- 1220-1248 : Hermann Ier von Buxhoeveden (en) (à Leal jusqu'en 1224)
- 1263-1268 : Alexandre (et)
- 1268-1288 : Friedrich von Haseldorf (de)
- 1289-1302 : Bernhard Ier
- 1302-1312 : Dietrich II Vyshusen
- 1312-1323 : Nikolaus
- 1323-1341 : Engelbert von Dolen (de)
- 1342-1344 : Wescelus
- 1346-1373 : Johannes Ier Viffhusen
- 1373-1378 : Heinrich Ier von Velde
- 1378-1400 : Dietrich III Damerow (et)
- 1400-1410 : Heinrich II Wrangel
- 1410-1413 : Bernhard II Bülow
- 1413-1441 : Dietrich IV Resler (de)
- 1441-1459 : Bartholomäus Savijerwe (et)
- 1459-1468 : Helmich von Mallinkrodt
- 1468-1473 : Andras Pepler
- 1473-1485 : Johannes II Bertkow (et)
- 1485-1498 : Dietrich V Hake (et)
- 1499-1505 : Johannes III von der Rope (et)
- 1505-1513 : Gerhard Schrove (et)
- 1513-1514 : Johannes IV Duesborg (et)
- 1514-1518 : Christian Bomhower (de)
- 1518-1527 : Johannes von Blankenfeld
- 1528-1543 : Johannes VI Bey (et)
- 1544-1551 : Jodokus von der Recke (de)
- 1552-1560 : Hermann II Wesel (en)